# 斯塔伊拉的尼卡諾爾
尼卡諾爾（希臘語：Νικάνωρ），出身馬其頓的斯塔伊拉。尼卡諾爾是亞里斯多德的門生，後娶亞里斯多德的女兒為妻。斯塔伊拉的尼卡諾爾很可能在早期米利都圍城戰之時是艦隊的指揮官，當時圍城戰的尼卡諾爾並不是指同名的帕曼紐之子尼卡諾爾。在前324年被亞歷山大大帝派去奧林匹克運動會現場，宣布所有城邦中的放逐者可以回來。
前319年，他可能投靠卡山德，並在達達尼爾海峽指揮卡山德的艦隊，但最後被卡山德以叛亂罪嫌處死。然而，也很有可能斯塔伊拉的尼卡諾爾跟安提柯手下的尼卡諾爾是同一人。